# Hasna Mohamed Dato
Hasna Mohamed Dato (* 10. November 1959 in Obock, Französische Somaliküste) ist eine dschibutische Politikerin (RPP) und Mitglied des Panafrikanischen Parlaments für ihr Land.

## Leben
Hasna Mohamed Dato wurde am 10. November 1959 in der kleinen Hafenstadt Obock in der damaligen französischen Überseedepartment Somaliküste geboren. Sie besuchte die Grundschule in Obock. Ab 1976 arbeitete Dato für die Distriktverwaltung von Obock.
Bei den Parlamentswahlen 2003 für die fünfte Legislaturperiode der Nationalversammlung errang Dato als 35. auf der Wahlliste der Listenverbindung Union pour la Majorité Présidentielle einen Sitz im Wahlkreis von Dschibuti-Stadt. Sie selbst ist Mitglied der Partei Rassemblement populaire pour le progrès (RPP). In der Legislaturperiode hatte sie den Vorsitz des Ausschusses für allgemeine Gesetzgebung und Verwaltung inne und war Mitglied des Ausschusses für auswärtige Angelegenheiten.
Am 10. März 2004 wurde Dato von der Nationalversammlung als eine von fünf zu entsendenden Abgeordneten für das Panafrikanische Parlament gewählt. Sie hatte das Mandat bis 2009 inne.